# Émile Perrein
Émile Perrein est un homme politique français né le 5 février 1892 à Saumur (Maine-et-Loire) et décédé le 2 septembre 1966 à Angers
Pharmacien puis avocat, il est député radical de Maine-et-Loire de 1932 à 1940

## Sources
- « Émile Perrein », dans le Dictionnaire des parlementaires français (1889-1940), sous la direction de Jean Jolly, PUF, 1960 [détail de l’édition]